# Eline Vere (film)
Pour l’article homonyme, voir Eline Vere.
Pour plus de détails, voir Fiche technique et Distribution.
Eline Vere est une production cinématographique néerlando-franco-belge réalisée par Harry Küme, dont le scénario écrit par Jan Blokker s'inspire du roman Eline Vere (1889) de Louis Couperus, sorti en 1991, avec Marianne Basler, Monique van de Ven et Johan Leysen dans les rôles principaux.

## Synopsis
La belle Eline Vere a de nombreux talents, qui la font bien voir dans les cercles aisés de La Haye à la fin du XIXe siècle. Elle surprend tout le monde en tombant amoureuse du chanteur d'opéra Théo Fabrice. Elle aperçoit le chanteur lors d'une représentation d'opéra à Bruxelles et nourrit pour lui toutes sortes de sentiments amoureux et l'espoir d'une évasion du milieu étouffant de La Haye. Mais Fabrice est de nature moins romantique et la relation se termine bientôt. Fabrice est remplacé par Otto van Erlevoort, qui s'intègre mieux dans les cercles dans lesquels évolue Eline. Ils se fiancent, mais l'agitée Eline n'est toujours pas heureuse dans les cercles aisés qu'elle déteste. 
Son cousin Vincent, le mouton noir de la famille Vere, l'aide. Sous son influence, elle rompt ses fiançailles avec Otto, mais se retrouve par conséquent exclue de la famille. Elle s'enfuit chez sa tante à Bruxelles dans l'espoir d'y retrouver son grand amour. Au début, la chance semble être de son côté lorsqu'elle rencontre un ami de Vincent, Lawrence St. Clare. Elle tombe amoureuse de lui mais s'aperçoit bientôt que Lawrence aime davantage les hommes et est amoureuse de Vincent. Eline tombe en dépression et trouve du réconfort dans la morphine. Accro, elle retourne à La Haye où elle se suicide. 

## Fiche technique
- Titre : Eline Vere
- Réalisation : Harry Kümel
- Scénario : Jan Blokker
- Photographie : Eduard van der Enden
- Montage : Ludo Troch
- Musique : Laurens van Rooyen (en)
- Pays d'origine :  Pays-Bas,  Belgique,  France
- Langue originale : néerlandais
- Format : couleur
- Genre : drame
- Durée : 132 minutes
- Dates de sortie :
  - Pays-Bas : 1er mars 1991

## Distribution
- Marianne Basler : Eline Vere
- Monique van de Ven : Betsy van Raat
- Johan Leysen : Henk van Raat
- Thom Hoffman : Vincent Vere
- Paul Anrieu : Oom Daniél
- Aurore Clément : tante Elise
- Bernard Kruysen : Theo Fabrice
- Michael York : Lawrence St. Clare
- Mary Dresselhuys : Mme van Raat
- Miryanna van Reeden : Jeanne Ferelijn (comme Miryanna Boom)
- Herman Gilis : Otto van Erlevoort
- Karen van Parijs : Frederique van Erlevoort
- Alexandra van Marken : Emile de Weerde van Bergh
- Michael Pas : George de Weerde van Bergh
- Ragnhild Rikkelman : Lille Verstraeten
- Koen De Bouw : Paul van Raat
- Tom Jansen : De Heer Verstraeten
- Nelly Frijda : Mme Verstraeten
- Joop Admiraal : M. Hovel
- Max Croiset : Dr. Reyer
- Huib Versluys : marchand de musique
- Alexandre von Sivers : Dr. Mirakel
- Dora van der Groen :
- Veronique Konings : Marie Verstraeten
- Han Smit : Gerard
- Re Leonie : Leentje
- Griete Van den Akker : Grete
- Jack van de Broek : Herman
- Angélique Ebner : Mina
- Gert Jan Louwe : ami des colonies (comme Gert-Jan Louwe)
- Cock van der Lee : Dirk
- Luc Theeboom : le légumier
- Jacqueline Ebskamp : Anna
- Marieken Smit : Ange Eekhof
- Annelies Smit : Leonie Eekhof
- Heleen Strost : Mme Eekhof
- Sebastiaan Kardol : kind Ferelijn
- Elise Kardol : Ferelijn enfant
- Danny van Blitterswijk : Ben van Raat
- Koen Kessels : pianiste de concert
- Pierre Bartholomée : chef d'orchestre 1
- Dirk Baert : chef d'orchestre 2
- Marie-Ange Dutheil : la vieille dame à Bruxelles
- Bruno Bulté : le prince russe
- Julien Roy : Montesquieu
- Olivier Cuvellier : Marcel Proost
- Greetje Anthoni : Eline (chant)
- Margo Dames : Eline (voix)
- Hugo Haenen :
- Patrick Kerkhof : un membre de la famille

## Distinctions
- 1991 : Prix Joseph-Plateau